# Komenda Rejonu Uzupełnień Rawa Ruska

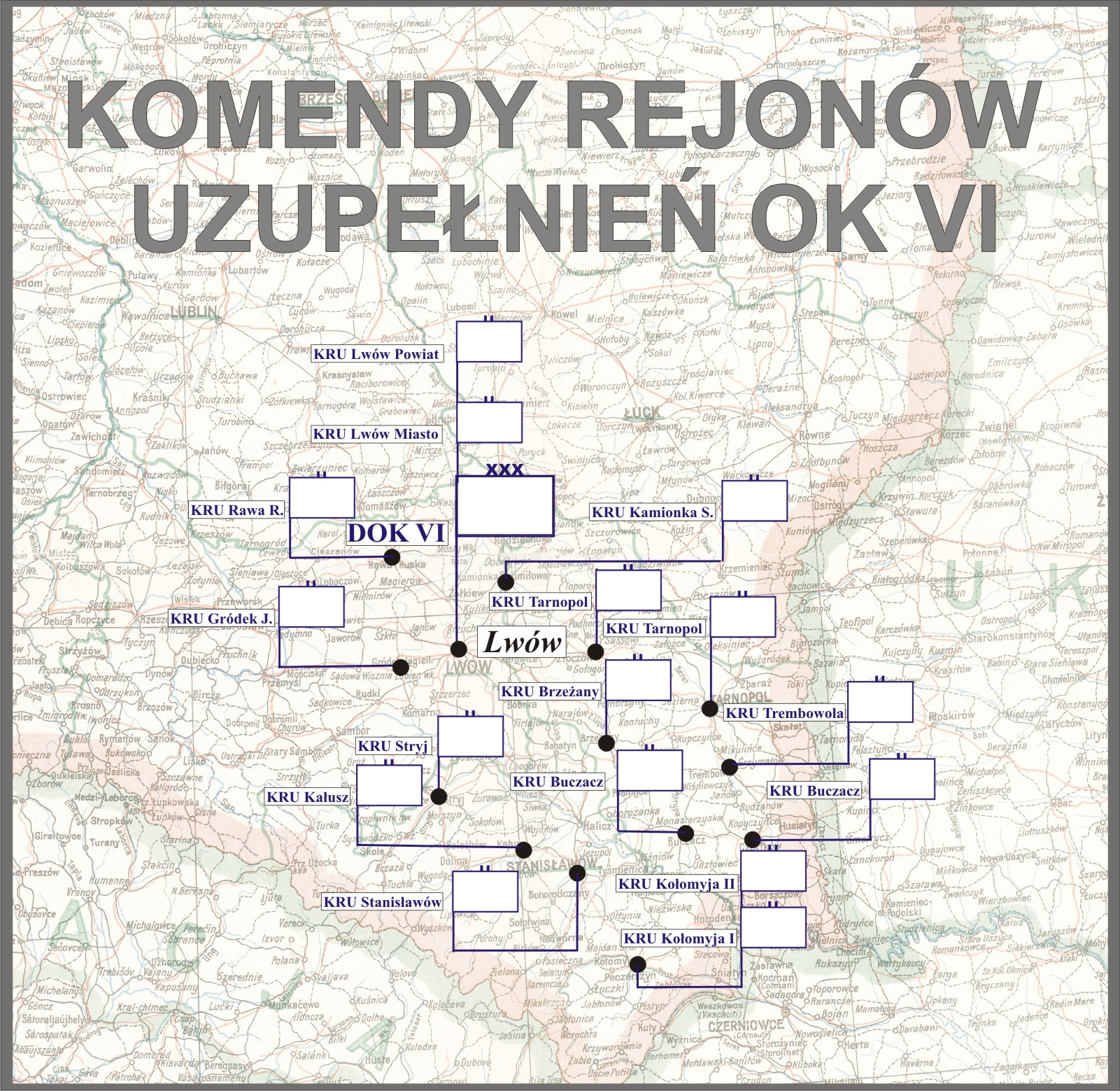
Komendy rejonów uzupełnień DOK VI

Komenda Rejonu Uzupełnień Rawa Ruska (KRU Rawa Ruska) – organ wojskowy właściwy w sprawach uzupełnień Sił Zbrojnych II Rzeczypospolitej i administracji rezerw w powierzonym mu rejonie.

## Historia komendy
15 listopada 1921 roku, po wprowadzeniu podziału kraju na dziesięć okręgów korpusów oraz wprowadzeniu pokojowej organizacji służby poborowej, na obszarze Okręgu Korpusu Nr VI została utworzona Powiatowa Komenda Uzupełnień Rawa Ruska obejmująca swoją właściwością powiaty: rawski, sokalski i żółkiewski. Powiat rawski został wyłączony z dotychczasowej PKU 19 pp w Gródku Jagiellońskim, natomiast powiaty sokalski i żółkiewski wyłączone z PKU 40 pp we Lwowie.
W marcu 1930 roku PKU Rawa Ruska nadal podlegała Dowództwu Okręgu Korpusu Nr VI we Lwowie i administrowała powiatami: rawskim, sokalskim i żółkiewskim. W grudniu tego roku PKU posiadała skład osobowy typ I.
31 lipca 1931 roku gen. dyw. Kazimierz Fabrycy, w zastępstwie ministra spraw wojskowych, rozkazem B. Og. Org. 4031 Org. wprowadził zmiany w organizacji służby poborowej na stopie pokojowej. Zmiany te polegały między innymi na zamianie stanowisk oficerów administracji w PKU na stanowiska oficerów broni (piechoty) oraz zmniejszeniu składu osobowego PKU typ I–IV o jednego oficera i zwiększeniu o jednego urzędnika II kategorii. Liczba szeregowych zawodowych i niezawodowych oraz urzędników III kategorii i niższych funkcjonariuszy pozostała bez zmian.
Z dniem 1 grudnia 1934 roku minister spraw wojskowych wyłączył powiat sokalski z PKU Rawa Ruska i przyłączył do PKU Kamionka Strumiłowa. Jednocześnie zaliczył PKU Rawa Ruska do II typu składów osobowych PKU.
1 lipca 1938 roku weszła w życie nowa organizacja służby uzupełnień, zgodnie z którą dotychczasowa PKU Rawa Ruska została przemianowana na Komendę Rejonu Uzupełnień Rawa Ruska przy czym nazwa ta zaczęła obowiązywać 1 września 1938 roku, z chwilą wejścia w życie ustawy z dnia 9 kwietnia 1938 roku o powszechnym obowiązku wojskowym. Obok wspomnianej ustawy i rozporządzeń wykonawczych do niej, działalność KRU Rawa Ruska normowały przepisy służbowe MSWojsk. D.D.O. L. 500/Org. Tjn. Organizacja służby uzupełnień na stopie pokojowej z 13 czerwca 1938 roku. Zgodnie z tymi przepisami komenda rejonu uzupełnień była organem wykonawczym służby uzupełnień .
Komendant rejonu uzupełnień w sprawach dotyczących uzupełnień Sił Zbrojnych i administracji rezerw podlegał bezpośrednio dowódcy Okręgu Korpusu Nr VI, który był okręgowym organem kierowniczym służby uzupełnień. Rejon uzupełnień nie uległ zmianie i nadal obejmował powiaty: rawski i żółkiewski.

## Obsada personalna
Poniżej przedstawiono wykaz oficerów zajmujących stanowisko komendanta Powiatowej Komendy Uzupełnień i komendanta rejonu uzupełnień oraz wykaz osób funkcyjnych (oficerów i urzędników wojskowych) pełniących służbę w PKU i KRU Rawa Ruska, z uwzględnieniem najważniejszych zmian organizacyjnych przeprowadzonych w 1926 i 1938 roku.
Komendanci
- mjr / ppłk piech. Kazimierz Zapalski (1923[3][4] – II 1926[13] → dyspozycja dowódcy OK VI)
- mjr piech. Piotr Gustaw Rokicki (II 1926[14] – VII 1927 → komendant PKU Kołomyja II[15])
- ppłk piech. Jakub Krzywoszyński (VII 1927 – III 1928 → dyspozycja MSWewn.)
- ppłk piech. Ferdynand Andrusiewicz (p.o. III – VIII 1929 → dyspozycja dowódcy OK VI)
- mjr piech. Edmund Stark (od I 1931[16])
- ppłk piech. Julian Paweł Dadlez (1937 – 1939[17])

Obsada pozostałych stanowisk funkcyjnych PKU w latach 1921–1925
- I referent
  - mjr piech. Artur Linde (od 15 VIII 1922[19])
  - ppłk piech. Henryk I Więckowski (I 1924[20] – III 1925 → dyspozycja dowódcy 57 pp[21])
  - kpt. kanc. Jan Walenty Klimkowicz (IV 1925[22] – II 1926 → kierownik I referatu PKU Piotrków[23])
- II referent – urzędnik wojsk. XI rangi / por. kanc. Alfred Allenbacher (1923 – 1924)
- oficer instrukcyjny – por. piech. Janusz I Rowiński (1923 – 1924)
- oficer ewidencyjny Rawa Ruska
  - urzędnik wojsk. XI rangi Grzegorz Zając (do 1 XII 1923 → PKU Jarosław[24])
  - urzędnik wojsk. XI rangi Adolf Zaleski (1 XII 1923[24] – X 1924 → OE Pilzno PKU Rzeszów[25])
  - por. kanc. Jan I Ostrowski (od X 1924[26])
- oficer ewidencyjny Sokal – urzędnik wojsk. XI rangi / por. kanc. Marcin Lorys (1923 – 1924)
- oficer ewidencyjny Żółkiew – urzędnik wojsk. XI rangi / chor. Bazyli Kaleniuk[a] (od 26 IX 1923[27], był w II 1925[28])

Obsada pozostałych stanowisk funkcyjnych PKU w latach 1926–1938
- kierownik I referatu administracji rezerw i zastępca komendanta
  - kpt. piech. Edward Jan Possinger (II 1926 – IX 1930[31] → dyspozycja dowódcy OK VI)
  - kpt. piech. Franciszek Duma (IX 1930[32] – VI 1938 → kierownik I referatu KRU)
- kierownik II referatu poborowego
  - por. kanc. Edmund Hentschel (od II 1926)
  - por. kanc. Jan I Ostrowski[b] (IX 1930[34] – 15 IX 1932[35] → oficer żywnościowy Korp. Kad. Nr 2)
  - kpt. piech. Ignacy II Nowak (1932[36] – VI 1938 → kierownik II referatu KRU)
- referent
  - por. kanc. Alfred Allenbacher (od II 1926)
  - por. kanc. Jan I Ostrowski (do IX 1930 → kierownik II referatu)

Obsada pozostałych stanowisk funkcyjnych PKU w latach 1938–1939
- kierownik I referatu ewidencji – kpt. adm. (piech.) Franciszek Duma †1940 Bykownia
- kierownik II referatu uzupełnień – kpt. adm. (piech.) Ignacy II Nowak †1940 Bykownia